# Wimbledon férfi egyes döntői
A wimbledoni tenisztorna a négy Grand Slam-verseny egyike, a világ legrégebbi és legrangosabb tenisztornája. Az első versenyt 1877-ben rendezték meg.
| Év   | Bajnok                                | Ellenfél a döntőben                   | Döntő eredménye                       |
| 2025 | Jannik Sinner                         | Carlos Alcaraz                        | 4–6, 6–4, 6–4, 6–4                    |
| 2024 | Carlos Alcaraz                        | Novak Đoković                         | 6–2, 6–2, 7–6(4)                      |
| 2023 | Carlos Alcaraz                        | Novak Đoković                         | 1–6, 7–6(6), 6–1, 3–6, 6–4            |
| 2022 | Novak Đoković                         | Nick Kyrgios                          | 4–6, 6–3, 6–4, 7–6(3)                 |
| 2021 | Novak Đoković                         | Matteo Berrettini                     | 6–7(4), 6–4, 6–4, 6–3                 |
| 2020 | Elmaradt a koronavírus-járvány miatt  | Elmaradt a koronavírus-járvány miatt  | Elmaradt a koronavírus-járvány miatt  |
| 2019 | Novak Đoković                         | Roger Federer                         | 7–6(5), 1–6, 7–6(4), 4–6, 13–12(3)    |
| 2018 | Novak Đoković                         | Kevin Anderson                        | 6–2, 6–2, 7–6(3)                      |
| 2017 | Roger Federer                         | Marin Čilić                           | 6–3, 6–1, 6–4                         |
| 2016 | Andy Murray                           | Miloš Raonić                          | 6–4, 7–6 (3), 7–6 (2)                 |
| 2015 | Novak Đoković                         | Roger Federer                         | 7–6 (1), 6–7 (10), 6–4, 6–3           |
| 2014 | Novak Đoković                         | Roger Federer                         | 6–7(7), 6–4, 7–6(4), 5–7, 6–4         |
| 2013 | Andy Murray                           | Novak Đoković                         | 6–4, 7–5, 6–4                         |
| 2012 | Roger Federer                         | Andy Murray                           | 4–6, 7–5, 6–3, 6–4                    |
| 2011 | Novak Đoković                         | Rafael Nadal                          | 6–4, 6–1, 1–6, 6–3                    |
| 2010 | Rafael Nadal                          | Tomáš Berdych                         | 6–3, 7–5, 6–4                         |
| 2009 | Roger Federer                         | Andy Roddick                          | 5–7, 7–6(6), 7–6(5), 3–6, 16–14       |
| 2008 | Rafael Nadal                          | Roger Federer                         | 6–4, 6–4, 6–7(5), 6–7(8), 9–7         |
| 2007 | Roger Federer                         | Rafael Nadal                          | 7–6(7), 4–6, 7–6(3), 2–6, 6–2         |
| 2006 | Roger Federer                         | Rafael Nadal                          | 6–0, 7–6(5), 6–7(2), 6–3              |
| 2005 | Roger Federer                         | Andy Roddick                          | 6–2, 7–6(2), 6–4                      |
| 2004 | Roger Federer                         | Andy Roddick                          | 4–6, 7–5, 7–6(3), 6–4                 |
| 2003 | Roger Federer                         | Mark Philippoussis                    | 7–6(5), 6–2, 7–6(3)                   |
| 2002 | Lleyton Hewitt                        | David Nalbandian                      | 6–1, 6–3, 6–2                         |
| 2001 | Goran Ivanišević                      | Patrick Rafter                        | 6–3, 3–6, 6–3, 2–6, 9–7               |
| 2000 | Pete Sampras                          | Patrick Rafter                        | 6–7(10), 7–6(5), 6–4, 6–2             |
| 1999 | Pete Sampras                          | Andre Agassi                          | 6–3, 6–4, 7–5                         |
| 1998 | Pete Sampras                          | Goran Ivanišević                      | 6–7(2), 7–6(9), 6–4, 3–6, 6–2         |
| 1997 | Pete Sampras                          | Cédric Pioline                        | 6–4, 6–2, 6–4                         |
| 1996 | Richard Krajicek                      | MaliVai Washington                    | 6–3, 6–4, 6–3                         |
| 1995 | Pete Sampras                          | Boris Becker                          | 6–7, 6–2, 6–4, 6–2                    |
| 1994 | Pete Sampras                          | Goran Ivanišević                      | 7–6(2), 7–6(5), 6–0                   |
| 1993 | Pete Sampras                          | Jim Courier                           | 7–6(3), 7–6(6), 3–6, 6–3              |
| 1992 | Andre Agassi                          | Goran Ivanišević                      | 6–7(8), 6–4, 6–4, 1–6, 6–4            |
| 1991 | Michael Stich                         | Boris Becker                          | 6–4, 7–6(4), 6–4                      |
| 1990 | Stefan Edberg                         | Boris Becker                          | 6–2, 6–2, 3–6, 3–6, 6–4               |
| 1989 | Boris Becker                          | Stefan Edberg                         | 6–0, 7–6(1), 6–4                      |
| 1988 | Stefan Edberg                         | Boris Becker                          | 4–6, 7–6(2), 6–4, 6–2                 |
| 1987 | Pat Cash                              | Ivan Lendl                            | 7–6(5), 6–2, 7–5                      |
| 1986 | Boris Becker                          | Ivan Lendl                            | 6–4, 6–3, 7–5                         |
| 1985 | Boris Becker                          | Kevin Curren                          | 6–3, 6–7(4), 7–6(3), 6–4              |
| 1984 | John McEnroe                          | Jimmy Connors                         | 6–1, 6–1, 6–2                         |
| 1983 | John McEnroe                          | Chris Lewis                           | 6–2, 6–2, 6–2                         |
| 1982 | Jimmy Connors                         | John McEnroe                          | 3–6, 6–3, 6–7(2), 7–6(5), 6–4         |
| 1981 | John McEnroe                          | Björn Borg                            | 4–6, 7–6(1), 7–6(4), 6–4              |
| 1980 | Björn Borg                            | John McEnroe                          | 1–6, 7–5, 6–3, 6–7(16), 8–6           |
| 1979 | Björn Borg                            | Roscoe Tanner                         | 6–7(4), 6–1, 3–6, 6–3, 6–4            |
| 1978 | Björn Borg                            | Jimmy Connors                         | 6–2, 6–2, 6–3                         |
| 1977 | Björn Borg                            | Jimmy Connors                         | 3–6, 6–2, 6–1, 5–7, 6–4               |
| 1976 | Björn Borg                            | Ilie Năstase                          | 6–4, 6–2, 9–7                         |
| 1975 | Arthur Ashe                           | Jimmy Connors                         | 6–1, 6–1, 5–7, 6–4                    |
| 1974 | Jimmy Connors                         | Ken Rosewall                          | 6–1, 6–1, 6–4                         |
| 1973 | Jan Kodeš                             | Alex Metreveli                        | 6–1, 9–8, 6–3                         |
| 1972 | Stan Smith                            | Ilie Năstase                          | 4–6, 6–3, 6–3, 4–6, 7–5               |
| 1971 | John Newcombe                         | Stan Smith                            | 6–3, 5–7, 2–6, 6–4, 6–4               |
| 1970 | John Newcombe                         | Ken Rosewall                          | 5–7, 6–3, 6–2, 3–6, 6–1               |
| 1969 | Rod Laver                             | John Newcombe                         | 6–4, 5–7, 6–4, 6–4                    |
| 1968 | Rod Laver                             | Tony Roche                            | 6–3, 6–4, 6–2                         |
| 1967 | John Newcombe                         | Wilhelm P. Bungert                    | 6–3, 6–1, 6–1                         |
| 1966 | Manolo Santana                        | Dennis Ralston                        | 6–4, 11–9, 6–4                        |
| 1965 | Roy Emerson                           | Fred Stolle                           | 6–2, 6–4, 6–4                         |
| 1964 | Roy Emerson                           | Fred Stolle                           | 6–1, 12–10, 4–6, 6–3                  |
| 1963 | Chuck McKinley                        | Fred Stolle                           | 9–7, 6–1, 6–4                         |
| 1962 | Rod Laver                             | Marty Mulligan                        | 6–2, 6–2, 6–1                         |
| 1961 | Rod Laver                             | Chuck McKinley                        | 6–3, 6–1, 6–4                         |
| 1960 | Neale Fraser                          | Rod Laver                             | 6–4, 3–6, 9–7, 7–5                    |
| 1959 | Alex Olmedo                           | Rod Laver                             | 6–4, 6–3, 6–4                         |
| 1958 | Ashley Cooper                         | Neale Fraser                          | 3–6, 6–3, 6–4, 13–11                  |
| 1957 | Lew Hoad                              | Ashley Cooper                         | 6–2, 6–1, 6–2                         |
| 1956 | Lew Hoad                              | Ken Rosewall                          | 6–2, 4–6, 7–5, 6–4                    |
| 1955 | Tony Trabert                          | Kurt Nielsen                          | 6–3, 7–5, 6–1                         |
| 1954 | Jaroslav Drobný                       | Ken Rosewall                          | 13–11, 4–6, 6–2, 9–7                  |
| 1953 | Vic Seixas                            | Kurt Nielsen                          | 9–7, 6–3, 6–4                         |
| 1952 | Frank Sedgman                         | Jaroslav Drobný                       | 4–6, 6–2, 6–3, 6–2                    |
| 1951 | Dick Savitt                           | Ken McGregor                          | 6–4, 6–4, 6–4                         |
| 1950 | Budge Patty                           | Frank Sedgman                         | 6–1, 8–10, 6–2, 6–3                   |
| 1949 | Ted Schroeder                         | Jaroslav Drobný                       | 3–6, 6–0, 6–3, 4–6, 6–4               |
| 1948 | Bob Falkenburg                        | John Bromwich                         | 7–5 0–6 6–2 3–6 7–5                   |
| 1947 | Jack Kramer                           | Tom Brown                             | 6–1, 6–3, 6–2                         |
| 1946 | Yvon Petra                            | Geoff Brown                           | 6–2, 6–4, 7–9, 5–7, 6–4               |
| 1945 | Elmaradt a második világháború miatt. | Elmaradt a második világháború miatt. | Elmaradt a második világháború miatt. |
| 1944 | Elmaradt a második világháború miatt. | Elmaradt a második világháború miatt. | Elmaradt a második világháború miatt. |
| 1943 | Elmaradt a második világháború miatt. | Elmaradt a második világháború miatt. | Elmaradt a második világháború miatt. |
| 1942 | Elmaradt a második világháború miatt. | Elmaradt a második világháború miatt. | Elmaradt a második világháború miatt. |
| 1941 | Elmaradt a második világháború miatt. | Elmaradt a második világháború miatt. | Elmaradt a második világháború miatt. |
| 1940 | Elmaradt a második világháború miatt. | Elmaradt a második világháború miatt. | Elmaradt a második világháború miatt. |
| 1939 | Bobby Riggs                           | Elwood Cooke                          | 2–6, 8–6, 3–6, 6–3, 6–2               |
| 1938 | Don Budge                             | Bunny Austin                          | 6–1, 6–0, 6–3                         |
| 1937 | Don Budge                             | Gottfried von Cramm                   | 6–3, 6–4, 6–2                         |
| 1936 | Fred Perry                            | Gottfried von Cramm                   | 6–1, 6–1, 6–0                         |
| 1935 | Fred Perry                            | Gottfried von Cramm                   | 6–2, 6–4, 6–4                         |
| 1934 | Fred Perry                            | Jack Crawford                         | 6–3, 6–0, 7–5                         |
| 1933 | Jack Crawford                         | Ellsworth Vines                       | 4–6, 11–9, 6–2, 2–6, 6–4              |
| 1932 | Ellsworth Vines                       | Henry Wilfred Austin                  | 6–4, 6–2, 6–0                         |
| 1931 | Sid Wood                              | Frank Shields                         | visszalépett                          |
| 1930 | Bill Tilden                           | Wilmer Allison, Jr.                   | 6–3, 9–7, 6–4                         |
| 1929 | Henri Cochet                          | Jean Borotra                          | 6–4, 6–3, 6–4                         |
| 1928 | René Lacoste                          | Henri Cochet                          | 6–1, 4–6, 6–4, 6–2                    |
| 1927 | Henri Cochet                          | Jean Borotra                          | 4–6, 4–6, 6–3, 6–4, 7–5               |
| 1926 | Jean Borotra                          | Howard Kinsey                         | 8–6, 6–1, 6–3                         |
| 1925 | René Lacoste                          | Jean Borotra                          | 6–3, 6–3, 4–6, 8–6                    |
| 1924 | Jean Borotra                          | René Lacoste                          | 6–1, 3–6, 6–1, 3–6, 6–4               |
| 1923 | Bill Johnston                         | Francis Hunter                        | 6–0, 6–3, 6–1                         |
| 1922 | Gerald Patterson                      | Randolph Lycett                       | 6–3, 6–4, 6–2                         |
| 1921 | Bill Tilden                           | Brian Norton                          | 4–6, 2–6, 6–1, 6–0, 7–5               |
| 1920 | Bill Tilden                           | Gerald Patterson                      | 2–6, 6–2, 6–3, 6–4                    |
| 1919 | Gerald Patterson                      | Norman Brookes                        | 6–3, 7–5, 6–2                         |
| 1918 | Elmaradt az első világháború miatt.   | Elmaradt az első világháború miatt.   | Elmaradt az első világháború miatt.   |
| 1917 | Elmaradt az első világháború miatt.   | Elmaradt az első világháború miatt.   | Elmaradt az első világháború miatt.   |
| 1916 | Elmaradt az első világháború miatt.   | Elmaradt az első világháború miatt.   | Elmaradt az első világháború miatt.   |
| 1915 | Elmaradt az első világháború miatt.   | Elmaradt az első világháború miatt.   | Elmaradt az első világháború miatt.   |
| 1914 | Norman Brookes                        | Anthony Wilding                       | 6–4, 6–4, 7–5                         |
| 1913 | Anthony Wilding                       | Maurice McLoughlin                    | 8–6, 6–3, 10–8                        |
| 1912 | Anthony Wilding                       | Arthur Gore                           | 6–4, 6–4, 4–6, 6–4                    |
| 1911 | Anthony Wilding                       | H. Roper Barrett                      | 6–4, 4–6, 2–6, 6–2 feladta            |
| 1910 | Anthony Wilding                       | Arthur Gore                           | 6–4, 7–5, 4–6, 6–2                    |
| 1909 | Arthur Gore                           | Josiah Ritchie                        | 6–8, 1–6, 6–2, 6–2, 6–2               |
| 1908 | Arthur Gore                           | H. Roper Barrett                      | 6–3, 6–2, 4–6, 3–6, 6–4               |
| 1907 | Norman Brookes                        | Arthur Gore                           | 6–4, 6–2, 6–2                         |
| 1906 | Lawrence Doherty                      | Frank Riseley                         | 6–4, 4–6, 6–2, 6–3                    |
| 1905 | Lawrence Doherty                      | Norman Brookes                        | 8–6, 6–2, 6–4                         |
| 1904 | Lawrence Doherty                      | Frank Riseley                         | 6–1, 7–5, 8–6                         |
| 1903 | Lawrence Doherty                      | Frank Riseley                         | 7–5, 6–3, 6–0                         |
| 1902 | Lawrence Doherty                      | Arthur Gore                           | 6–4, 6–3, 3–6, 6–0                    |
| 1901 | Arthur Gore                           | Reginald Doherty                      | 4–6, 7–5, 6–4, 6–4                    |
| 1900 | Reginald Doherty                      | Sidney Smith                          | 6–8, 6–3, 6–1, 6–2                    |
| 1899 | Reginald Doherty                      | Arthur Gore                           | 1–6, 4–6, 6–3, 6–3, 6–3               |
| 1898 | Reginald Doherty                      | Lawrence Doherty                      | 6–3, 6–3, 2–6, 5–7, 6–1               |
| 1897 | Reginald Doherty                      | Harold Mahoney                        | 6–4, 6–4, 6–3                         |
| 1896 | Harold Mahoney                        | Wilfred Baddeley                      | 6–2, 6–8, 5–7, 8–6, 6–3               |
| 1895 | Wilfred Baddeley                      | Wilberforce Eaves                     | 4–6, 2–6, 8–6, 6–2, 6–3               |
| 1894 | Joshua Pim                            | Wilfred Baddeley                      | 10–8, 6–2, 8–6                        |
| 1893 | Joshua Pim                            | Wilfred Baddeley                      | 3–6, 6–1, 6–3, 6–2                    |
| 1892 | Wilfred Baddeley                      | Joshua Pim                            | 4–6, 6–3, 6–3, 6–2                    |
| 1891 | Wilfred Baddeley                      | Joshua Pim                            | 6–4, 1–6, 7–5, 6–0                    |
| 1890 | Willoughby Hamilton                   | William Renshaw                       | 6–8, 6–2, 3–6, 6–1, 6–1               |
| 1889 | William Renshaw                       | Ernest Renshaw                        | 6–4, 6–1, 3–6, 6–0                    |
| 1888 | Ernest Renshaw                        | Herbert Lawford                       | 6–3, 7–5, 6–0                         |
| 1887 | Herbert Lawford                       | Ernest Renshaw                        | 1–6, 6–3, 3–6, 6–4, 6–4               |
| 1886 | William Renshaw                       | Herbert Lawford                       | 6–0, 5–7, 6–3, 6–4                    |
| 1885 | William Renshaw                       | Herbert Lawford                       | 7–5, 6–2, 4–6, 7–5                    |
| 1884 | William Renshaw                       | Herbert Lawford                       | 6–0, 6–4, 9–7                         |
| 1883 | William Renshaw                       | Ernest Renshaw                        | 2–6, 6–3, 6–3, 4–6, 6–3,              |
| 1882 | William Renshaw                       | Ernest Renshaw                        | 6–1, 2–6, 4–6, 6–2, 6–2               |
| 1881 | William Renshaw                       | John Hartley                          | 6–0, 6–1, 6–1                         |
| 1880 | John Hartley                          | Herbert Lawford                       | 6–3, 6–2, 2–6, 6–3                    |
| 1879 | John Hartley                          | Vere St. Leger Goold                  | 6–2, 6–4, 6–2                         |
| 1878 | Frank Hadow                           | Spencer Gore                          | 7–5, 6–1, 9–7                         |
| 1877 | Spencer Gore                          | William Marshall                      | 6–1, 6–2, 6–4                         |